# Фолк-метал
Фолк-метал (англ. folk metal) — одно из направлений метала, вобравшее в себя элементы народной музыки. Включает широкое использование народных инструментов и традиционные стили пения, а также традиционные народные танцы в музыкальных клипах и во время живых выступлений. Ранним примером является английская группа Skyclad, дебютный альбом которой считается одним из первых релизов в жанре. К середине 1990-х складываются различные региональные сцены: ирландская группа Cruachan, израильская Orphaned Land и немецкая Subway to Sally развивают келтик-метал, ориентал-метал и средневековый метал соответственно. Несмотря на их вклад, фолк-метал остаётся довольно малоизвестным в 1990-х. Популярность приходит в 2000-х, когда ряд финских исполнителей, как, например, Finntroll, Ensiferum, Korpiklaani, Turisas и Moonsorrow, получают широкую известность.
Пейган-метал и викинг-метал могут включать в себя фолк-метал, вместе с этим они могут полностью переходить в блэк-метал. Поэтому эти термины чаще используются в отношении лирического содержания, а не звучания. Пиратскую мифологию охватывает Пайрэт-метал, который был создан немецкой группой Running Wild ещё в конце 1980-х, однако получил распространение лишь в 2000-х, с релизами шотландской группы Alestorm и прочих. Существует также латин-метал, который, впрочем, не всегда содержит в себе латиноамериканский фолк. Чаще этим термином объединяют всех представителей метала, происходящих из Латинской Америки.

## История

### Истоки (начало 1990-х)
Группа Skyclad была сформирована в 1990 году, их дебютный альбом The Wayward Sons of Mother Earth (1991) представляет собой трэш-метал с добавлением скрипки сессионного музыканта Майка Эвана на нескольких треках. Альбом был тепло встречен музыкальной прессой, в особенности песня «The Widdershins Jig». Таким образом, Skyclad стала основательницей фолк-метала, что признал также Кит Фэй из группы Cruachan.
Среди других ранних исполнителей этого жанра были испанцы Mägo de Oz, которые добавили кельтские и испанские народные мелодии, скрипки и флейты в хэви/пауэр-метал. Группа появилась и выпустила демозаписи в 1989 году, а дебютный альбом вышел в 1994 году. Дебютный релиз португальской группы Moonspell, миньон 1994 года Under the Moonspell, содержит элементы восточного фолка. Но уже в следующем году, с выпуском альбома Wolfheart (1995), группа уходит в сторону готик-метала.
Финская группа Amorphis была сформирована в 1990 году. Их второй альбом Tales from the Thousand Lakes (1994) был отмечен множеством красивых мелодий, основанных на финской народной музыке. Благодаря этой своей работе группа получила широкую известность и признание. Однако Amorphis не использовали народных инструментов, активно использовали синтезаторы и в целом больше тяготели к дэт-дум-металу.

### Региональные сцены (середина 1990-х)

#### Ориентал-метал
Прогрессив-метал группа Orphaned Land, сформированная в 1991 году в Израиле, выпустила свою первую демозапись в 1993 году и быстро привлекла к себе внимание лейблов своим необычным звучанием. Дебютный альбом Sahara последовал в 1994. Их музыка содержит элементы восточной музыки. Считается, что Orphaned Land являются основателями стиля, названного «ориентал-метал». В 1993 году в Израиле также образовалась и другая известная ориентал-метал группа — Melechesh, одна из первых антихристианских групп в городе Иерусалим. Начав с блэк-метала они перешли на свой вариант ориентал-метал, который они сами назвали mesopotamian metal, первое его проявление можно услышать на миньоне The Siege of Lachish (1996). В 1992 году в Сингапуре была образована группа Rudra — группа, состоящая из индусов и играющая в стиле блэк-метал с элементами традиционной индийской Карнатической музыки. Кроме того, в содержании лирики песен присутствует санскритский язык и Веды, древние мантры и т. п. Группа описывает свой стиль как «ведический металл».

#### Средневековый метал
Восточногерманская группа Subway to Sally была сформирована в 1992 году как англоязычная фолк-рок-группа, включающая элементы ирландской и шотландской музыки. Начиная со второго альбома MCMXCV, выпущенного в 1995 году, группа начинает исполнять песни на немецком языке. Под влиянием группы Skyclad они исполняют смесь тяжелого рока и метала, обогащенного средневековыми мелодиями, проникнутыми в композиции через звучание волынки, шарманки, лютни, мандолины, скрипки и флейты, в сочетании с немецкоязычной романтической поэзией в лирике. С приобретением успеха в родной Германии они становятся изобретателями «средневекового метала». По пути Subway to Sally пошли и многие другие группы. Сформированная в 1995 в Берлине группа In Extremo добилась немалого успеха благодаря своему яркому имиджу. Успех на германской сцене имела также группа Schandmaul, называющая себя «современными менестрелями».

#### Келтик-метал
Дебютный альбом Tuatha Na Gael ирландской группы Cruachan был издан в 1995 году, подобное сочетание кельтской музыки и метала на сегодняшний день называют «келтик-металом». Группа Primordial, относившая себя ко второй волне блэк-метала, выпустила свою первую демозапись в 1993 году, параллельно с Cruachan. В их музыке также присутствуют элементы ирландского фолка, однако они скрыты под более мрачным звучанием.

#### Латиноамериканский фолк-метал
Перуанская группа Kranium была образована в 1984 году. На своём дебютном альбоме Sociedad o Suciedad (1991) она сочетала дэт, дум и андский фолк. Группы данного направления вдохновляются в основном культурой инков (Ch'aska, Arandu Arakuaa, Tierramystica), либо культурой ацтеков (Cemican, Yaotl Mictlan, Muluc Pax, Kukulcan). При этом в Латинской Америке существуют и группы, исполняющие «европейский» фолк-метал, например аргентинцы Skiltron, подражающие шотландской народной музыке.

### Развитие (конец 1990-х)
Норвежская группа Storm была кратковременным явлением, в её состав входили Fenriz из Darkthrone, Satyr из Satyricon и Кари Руэслоттен из The 3rd and the Mortal. Их единственный альбом Nordavind был издан в 1995, а звучание народных инструментов в нём имитировалось синтезатором. Группа Empyrium из Германии также применяла синтезатор для создания мрачной атмосферы своего дебютного альбома A Wintersunset (1996).
В 1996 году появился дебютный альбом блэк-метал-проекта из Германии, состоящего из одного мультиинструменталиста Vratyas Vakyas, известного как Falkenbach. Музыка Falkenbach была эпичной, изобиловала клавишными, содержала элементы народной музыки, а тексты были про викингов, таким образом, она объединяла фолк-метал с викинг-металом. Подобное слияние жанров в ближайшие два года развивали Windir, Månegarm и Thyrfing.
Предшествующая большинству фолк-метал групп, испанская группа Mägo de Oz была сформирована ещё 1989, однако выпустила свой дебютник лишь в 1994. Состав группы включал девять участников и с течением времени они стали играть смесь пауэр-метала с кельтским металом. Они были весьма популярны в родной Испании и Южной Америке. Американская группа The Lord Weird Slough Feg, также связанная с пауэр-металом, была сформирована в 1990, а свой дебютник издала в 1996.
Дум-метал группа Silent Stream of Godless Elegy была сформирована в 1995, начиная со второго альбома Behind the Shadows (1998) она стала внедрять в свою музыку элементы фолка.

### Фолк-метал бум (2000-е годы)
Одной из первых добилась известности финская группа Finntroll, сформированная ещё в 1997 году. Второй альбом Jaktens Tid (2001) принёс ей большой успех. Вокал на некоторых песнях этого альбома исполнил Йонне Ярвеля − вокалист другой известной финской группы Korpiklaani. Если, в основном, фолк-метал группы начинали с исполнения метала, только потом добавляя в свою музыку элементы народной музыки, то Korpiklaani наоборот, начав с народной музыки, перешла на фолк-метал. Её история началась с образования дуэта Shamaani Duo, исполнявшего саамскую народную музыку. После выпуска единственного альбома дуэт трансформируется в группу Shaman, реализовавшую два альбома. Смена названия на «Korpiklaani» в 2003 году отражала изменения произошедшие в музыке − традиционный йойк и использование саамского языка были сняты, а синтезатор был заменен реальными музыкальными инструментами. Finntroll же, напротив, применяли синтезатор для игры в стиле хумппа. Клавишник Finntroll Хенри Сорвали является также участником группы Moonsorrow, которую он создал ещё в 1995 году. Moonsorrow смешивает фолк-метал, викинг-метал и элементы симфонической музыки. Наличие сильной финской фолк-метал-сцены и успех её участников способствовали появлению в начале 2000-х новых групп, таких как Cadacross, Ensiferum, а позже Turisas и Wintersun.
Кроме Финляндии растущему жанру посодействовали также другие европейские страны. Skálmöld появились в Исландии, Otyg и Vintersorg в Швеции, Kampfar, Lumsk, Ásmegin, Trollfest в Норвегии, Wuthering Heights, Svartsot, Huldre, Týr в Дании, Metsatöll в Эстонии, Obtest в Литве, Skyforger в Латвии, Balkandji в Болгарии, Elvenking в Италии, Eluveitie в Швейцарии, Dalriada в Венгрии, Elexorien, Heidevolk и Thronar в Нидерландах, Equilibrium, Suidakra, Wolfchant, Finsterforst в Германии, Runic в Испании, Ithilien в Бельгии.
Вне европейского континента фолк-метал является достаточно редким явлением и включает, кроме вышеупомянутых The Lord Weird Slough Feg, американскую группу Agalloch. Их музыка помимо географически аномального фолк-метала включает элементы экспериментальной и электронной музыки. Другими примерами географически аномального фолк-метала являются келтик-метал-группы Tuatha de Danann из Бразилии и Skiltron из Аргентины. Folkearth — международный фолк-метал-проект с участниками из нескольких европейских стран. В начале проект включал 14 музыкантов. На втором альбоме By the Sword of My Father (2006) их число достигло 31.
В Израиле, помимо коллективов исполняющих ориентал-метал, существуют группы, использующие в своей музыке клезмер (традиционная музыка восточноевропейских евреев). Ярчайшим представителем такой коллаборации является группа Gevolt, основанная выходцами из СНГ. В самих странах СНГ фолк-метал исполняют Adana Project в Армении, ДРЫГВА, Лютоверье, Kamaedzitca, Litvintroll, Znich в Белоруссии, Ulytau в Казахстане, Ірій и Тінь Сонця в Украине. Среди российских коллективов наиболее популярными являются Аркона, Грай, Калевала, Сварга, Rakoth. Также в России существуют группы, исполняющие коллаборацию тяжёлого метала с этнической музыкой других народов России, например Ак Бүре и Барадж из Татарстана, Псы Байаная и 103 из Якутии.
В Азии наиболее известными коллективами, исполняющими фолк-метал являются: Bloodywood и Sitar Metal из Индии, 九宝 Nine Treasures, 铁王座 Iron Throne, 梦灵乐队 Dream Spirit, 雪沉乐队 Snowfall (Snowsedim), 萨满 The Samans и 虚极 Bliss Illusion из Китая, Wagakki Band и Onmyo-za из Японии, Gostwind из Южной Кореи. На рубеже 2010—2020-х гг. в Монголии и Северном Китае зародилось новое направление фолк-метала, представляющее собой смесь тяжёлой музыки с традиционной музыкой Монголии. К представителям данного направления относятся китайские группы Tengger Cavalry, Nine Treasures, Ego Fall и Suld, а также группа The Hu из Монголии, называющая свой стиль хунну-роком.
Метал-коллективы, использующие в своём творчестве элементы фольклорной музыки, существуют также в Австралии и Океании. Наиболее известными из них являются Claim the Throne из Австралии, Alien Weaponry из Новой Зеландии и Shepherds Reign из Самоа.

## Характеристики

### Музыка
Как правило, фолк-метал подразумевает сплав подстилей метала с народной музыкой различных этнографических групп. Так, группы Primordial, Melechesh и Finntroll исполняют блэк-метал с примесью народной музыки. Музыка The Lord Weird Slough Feg, Mägo de Oz, Turisas и Last Days of Eden включает элементы симфонического пауэр-метала. Германо-норвежская группа Midnattsol отталкивается от готик-метала. Прогрессивные тенденции наблюдаются у Elvenking, Lumsk и Týr. Некоторые группы не ограничиваются одним поджанром метала и фолк-музыкой. К примеру Orphaned Land мешают фолк, прогрессивный метал и дэт-дум-метал, или Ensiferum, музыка которых содержит элементы фолка, пауэр-метала и мелодик-дэт-метала. Известны также группы, использующие элементы неметаллической музыки. Норвежская группа Glittertind включает помимо всего прочего элементы панк-рока. Группа Agalloch характеризуется близостью к неофолку и пост-року.
Народные элементы в жанре часто отражают этническое происхождение музыкантов, примером тому является скандинавская музыка у Finntroll и Korpiklaani, или Балтийская народная музыка у Metsatöll и Skyforger, или ближневосточная народная музыка у Orphaned Land и Melechesh. Кельтская музыка может быть обнаружена у ирландских групп Cruachan и Waylander, а также у некоторых групп не-ирландского происхождения, например у Eluveitie, Runic или Tuatha de Danann. Народную музыку из разных регионов исполняют Elvenking и Ensiferum.
Другие примеры исполнителей, которые внедряют свою собственную культуру и традиции в метал: Cemican (Мексика), Curare (Эквадор), Kaatayra (Бразилия), Zmey Gorynich (Россия), Znous (Тунис), Arka’n Asrafokor (Того), Aeternam (Квебек), Thy Worshiper (Польша/Ирландия), Senyawa (Индонезия), Vengeful Spectre (Китай), Zuriaake (Китай).

### Инструменты
В фолк-метале используются те же самые типичные инструменты, характерные для метала (гитары, бас, барабаны) и, как правило, народные инструменты, которые колеблются от обычного до экзотического. Однако некоторые группы, как например Týr, обходятся и без них. Наиболее распространённым инструментом является скрипка. Скрипач в составе группы есть у Skyclad, Subway to Sally, Schandmaul, Mägo de Oz, Silent Silent Scream of Godless Elegy , Korpiklaani, Lumsk, Elvenking, Eluveitie, Turisas и Tuatha de Danann. Вистл или флейта есть у Cruachan, Waylander, Eluveitie, Metsatöll, Schandmaul и Morgenstern. Некоторые группы выдвигают на первый план более экзотические инструменты своего этнического происхождения или страны. К примеру, Skyforger играют на латвийской куокле, Metsatöll применяют эстонский торупилль, Korpiklaani — кантеле, Orphaned Land — уд и саз, Nine Treasures — моринхур, The Hu — топшуур.

### Вокал
В жанре используются различные стили вокала. Есть и группы, использующие экстремальный вокал, например Finntroll, Skyforger, Moonsorrow, и группы с чистым вокалом, как например Mägo de Oz, Metsatöll. Группы Schandmaul, Primordial, Turisas, Windir и Wintersun применяют как чистый, так и экстремальный вокал.
В жанре можно обнаружить также традиционное народное пение. Йонне Ярвеля исполняет йойк в группах Shaman, Finntroll и Korpiklaani. Народные стили пения можно услышать у Equilibrium, Metsatöll, Skyforger и Orphaned Land. Монголы The Hu используют горловое пение .

### Лирика
В лирике фолк-метал исполнители чаще обращаются к темам язычества, природы, фэнтези, мифологии и истории.
Фолк-метал с самого начала был связан с язычеством, когда Мартин Уолкиер покинул свою прежнюю группу Sabbat, чтобы сформировать Skyclad, в частности, потому что группа «не хотела все дальше углубляться в язычество». Лирика Skyclad была связана с язычеством. Для Ville Sorvali из Moonsorrow, ярлык «языческий метал» является предпочтительным, «потому что он выражает идеологию, но не говорит ничего о самой музыке». Другими группами, предпочитающими термин «языческий метал», являются Cruachan, Eluveitie, Obtest и Skyforger.
Многие фолк-метал группы поют о природе, как например Korpiklaani, Elvenking, Midnattsol и Vintersorg. Для группы Agalloch природа — основная тема, «потому что мы примыкаем к тому, что является по существу жертвой человечества». Все участники Skyclad являются сторонниками «таких организаций, как Greenpeace и других, поскольку они одни из тех, кто встаёт и вступает в бой с людьми, желающими разрушить планету».
Лирика групп Ensiferum, Midnattsol, Cruachan содержит фэнтези. Elvenking используют фэнтези «в качестве метафоры для сокрытия глубокого смысла». Таким же образом фэнтези у Turisas противоречит освещению проблем, «которые более глубоки и имеют большее значение.»
Лирика в кельтском метале базируется на кельтской мифологии. История кельтов является другой популярной темой групп кельтского метала, таких как Cruachan, Eluveitie, Primordial и Mael Mórdha. Скандинавскую мифологию можно найти у Falkenbach, Týr, Finntroll, Mithotyn и Korpiklaani. Skyforger базируются на истории и мифологии их родной Латвии. Melechesh вдохновляются мифами и историей древней Месопотамии. Другими группами, включающими исторические темы в лирику, являются Falconer, Arafel и Slechtvalk.
Некоторые NSBM группы, как например Nokturnal Mortum, Темнозорь и Kroda, как было известно, перешли на пейган-метал, обстоятельство, которое Ciaran O’Hagan, вокалист Waylander, рассматривает как «оскорбление таких людей, как я, которые не имеют ничего общего с фашистскими идеалами.» Далее он предполагает, что NSBM группы играют пейган-метал «по всем неправильным причинам»: из-за незаконного присвоения языческих символов нео-нацизмом, несколько фолк-метал групп были также приняты за NSBM. Следовательно, такие группы как Cruachan, Skyforger, Moonsorrow, Månegarm и Týr должны были разъединить себя с нацизмом, фашизмом и расизмом. Skyforger добавили на обратной стороне своего альбома надпись «No Nazi Stuff Here!». Richard Lederer из Summoning опубликовал на сайте группы эссе, в котором он осудил национал-социализм. Группы, принимавшие участие на фестивале «Paganfest», проходившего в апреле 2008, подверглись обвинениям в том, что они являются нацистами, расистами и фашистами со стороны немецкого движения «Antifa». Ville Sorvali из Moonsorrow и Хери Йонсен из Týr сделали совместное видеообращение, чтобы опровергнуть эти обвинения, отмечая, что «одна из самых больших проблем, кажется, что мы используем древние скандинавские символы, как S (ᛋ) в эмблеме Moonsorrow и T (ᛏ) в эмблеме Týr».

## Наиболее значимые релизы
Список ключевых релизов в истории жанра представлен журналом Metal Hammer.
| Список релизов  | Список релизов                  | Список релизов | Список релизов   | Список релизов            |
| --------------- | ------------------------------- | -------------- | ---------------- | ------------------------- |
| Исполнитель     | Название                        | Год выпуска    | Лейбл            | Рейтинг AllMusic          |
| Skyclad         | Irrational Anthems              | 1996           | Massacre Records | Альбом на сайте AllMusic. |
| Waylander       | Reawakening Pride Once Lost     | 1998           | Century Media    | Альбом на сайте AllMusic. |
| Finntroll       | Jaktens Tid                     | 2001           | Century Media    | Альбом на сайте AllMusic. |
| Turisas         | Battle Metal                    | 2004           | Century Media    | Альбом на сайте AllMusic. |
| Tengger Cavalry | Blood Sacrifice Shaman          | 2010           | Metal Hell       | Альбом на сайте AllMusic. |
| Korpiklaani     | Manala                          | 2012           | Nuclear Blast    | Альбом на сайте AllMusic. |
| Eluveitie       | Origins                         | 2014           | Nuclear Blast    | Альбом на сайте AllMusic. |
| Wagakki Band    | Yasou Emaki                     | 2015           | Avex Trax        |                           |
| Orphaned Land   | Unsung Prophets & Dead Messiahs | 2018           | Century Media    | Альбом на сайте AllMusic. |
| The Hu          | The Gereg                       | 2019           | Eleven Seven     | Альбом на сайте AllMusic. |